# Јагоче (Лашко)
Јагоче (словен. Jagoče) је насељено место у општини Лашко, Савињска регија, Словенија.

## Историја
До територијалне реорганизације у Словенији је било у саставу старе општине Лашко.

## Становништво
У попису становништва из 2011. године, Јагоче је имало 141 становника.
| Број становника према пописима | Број становника према пописима | Број становника према пописима |
| ------------------------------ | ------------------------------ | ------------------------------ |
| 1991                           | 2002                           | 2011                           |
| 144                            | 153                            | 141                            |